# Buitreraptor
A Buitreraptor (jelentése „keselyű rabló”, a spanyol buitre „keselyű” és a latin raptor „rabló, fosztogató” szavak összetételéből) a húsevő dromaeosaurida dinoszauruszok egyik kakasméretű neme, amely a késő kréta korban élt Argentína területén. Fosszilizált csontjait 2005-ben fedezték Patagóniában a chicagói Field Természetrajzi Múzeum (Field Museum of Natural History) kurátora, Peter Makovicky által vezetett expedíció során, és még ebben az évben leírás készült róla. A Buitreraptort ugyanazon a La Buitrera nevű fosszílialelőhelyen találták meg, ahol a Giganotosaurus, az egyik legnagyobb ismert húsevő dinoszaurusz maradványai is előkerültek. A nem egyetlen ismert faja a Buitreraptor gonzalezorum.

## Ősbiogeográfia

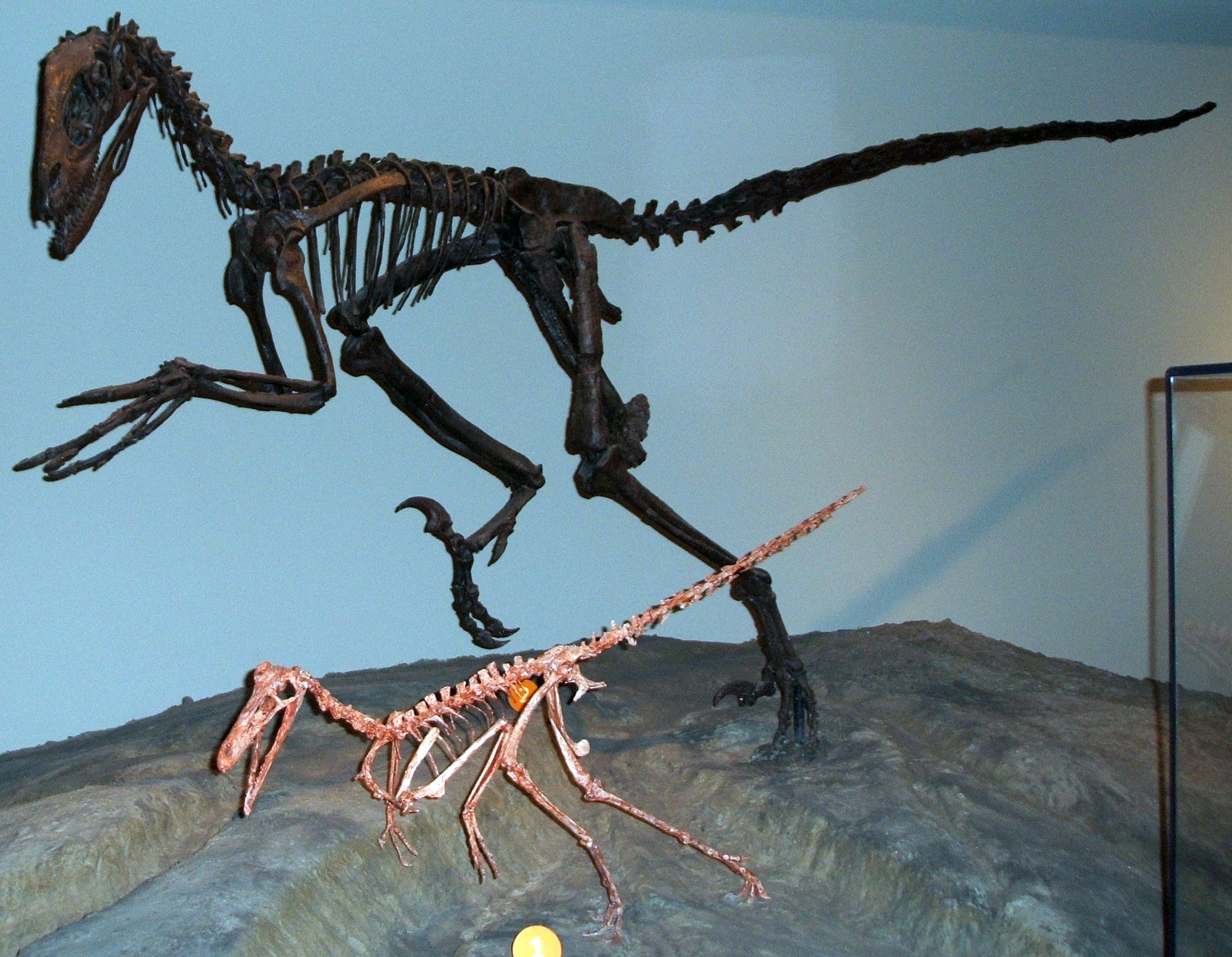
A Buitreraptor (elöl) és a Deinonychus (hátul) csontváza a Field Természetrajzi Múzeum (Field Museum of Natural History)

A Buitreraptor körülbelül 90 millió évvel ezelőtt élt, amikor Dél-Amerika a mai Ausztráliához hasonlóan elszigetelt kontinens volt. Egyedi fizikai tulajdonságokkal rendelkezett, az olyan északi dromaeosauridákhoz hasonlóan, mint a Velociraptor. Pofája keskeny, hústépő recék nélküli fogakkal volt ellátva. Ebből az eredeti leírást készítő tudósok arra következtettek, hogy ez a dinoszaurusz a többi dromaeosauridától eltérően nem az aránylag nagyméretű állatokra vadászott, hanem inkább kisebbeket, például gyíkokat és emlősöket ejtett el. A Buitreraptornak valószínűleg tollai voltak.
A Buitreraptoron kívül a déli kontinensekről ismert dromaeosauridák közé tartozik a Neuquenraptor, az Austroraptor, a (2005 előtt felfedezett) dél-amerikai Unenlagia, a (korábban igazi madárnak vélt) madagaszkári Rahonavis, valamint egy Ausztráliában felfedezett, azonosítatlan dromaeosauridaszerű dinoszaurusz, amely csak a fogai alapján ismert. Ez a déli félgömbön tett felfedezés segít tisztázni, hogy a dromaeosauridák családja tényleg elterjedtebb volt-e, mint ahogyan azt korábban gondolták. A bizonyíték azt jelzi, hogy a dromaeosauridák először a jura időszakban tűntek fel, amikor az összes kontinens egymáshoz jóval közelebb helyezkedett el, mint napjainkban. Lehetséges, hogy a dromaeosauridák északról, az ősi Laurázsia kontinensről származnak, és onnan terjedtek át délre Gondwana területére, mivel a déli félgömbről ismert fajok olyan tulajdonságokkal rendelkeznek, amelyek északi rokonaikra nem jellemzők.

## Fordítás
- Ez a szócikk részben vagy egészben a Buitreraptor című angol Wikipédia-szócikk ezen változatának fordításán alapul.  Az eredeti cikk szerkesztőit annak laptörténete sorolja fel. Ez a jelzés csupán a megfogalmazás eredetét és a szerzői jogokat jelzi, nem szolgál a cikkben szereplő információk forrásmegjelöléseként.